# Роберт Булгарус
Роберт Булгарус е инквизитор във Франция и Германия, живял през 13 век. След 20 години принадлежност към манихейската общност в Милано, той се завръща обратно към католическата църква. През 1233 г. папа Григорий IX му възлага задачата да провери състоянието на еретическата общност в Северна Франция, както и да започне борба с нея. Заради бруталните си методи и намеса в диоцезите на местните епископи той е суспендиран за 18 месеца. Поради голямата подкрепа на папата, както и на крал Луи, той не изтърпява наказанието си и върнат обратно в акцията срещу еретиците, като през 1236 г. става известен с изгарянето на 180 манихеи.